# Кужиль Михайло
Кужиль Михайло (20 листопада 1885, м-ко Залізці, нині смт Зборівського району — ?) — український галицький педагог, військовик. Директор Рогатинської і Тернопільської української коедукаційної гімназій товариства «Рідна Школа».

## Життєпис
Народився 20 листопада 1885, м-ко Залізці (нині смт Зборівського району, Тернопільська область, Україна).
У 1899—1907 роках навчався у Тернопільській українській гімназії (1906 року закінчив VII клас), у 1907—1911 — у Львівському університеті.
Працював учителем (професор) Рогатинської гімназії товариства «Рідна Школа» до вересня 1929 року. У 1929—1935 роках — управитель (директор) Тернопільської української коедукаційної гімназії товариства «Рідна Школа». У 1936—1938 роках був управителем (директором) Рогатинської гімназії товариства «Рідна Школа», після цього працював учителем Чортківської гімназії товариства «Рідна Школа».
В 1941 році заарештований представниками більшовицької влади, ймовірно, загинув у тюрмі м. Вінниця.
Його син Олег емігрував до Німеччини (Мюнхен), брав участь у з'їзді колишніх учнів гімназії товариства «Рідна Школа» в Чорткові у США.